# In Wolf's Clothing
In Wolf's Clothing è un cortometraggio del 1914 diretto da Robert G. Vignola. Interpretato da Alice Joyce, Tom Moore e Robert Walker, è un film prodotto dalla Kalem Company e distribuito nelle sale il 20 luglio del 1914 attraverso la General Film Company.

## Produzione
Il film in 2 rulli fu prodotto dalla Kalem Company.

## Distribuzione
Distribuito nelle sale il 20 luglio del 1914 attraverso la General Film Company.